# Tin Whistle

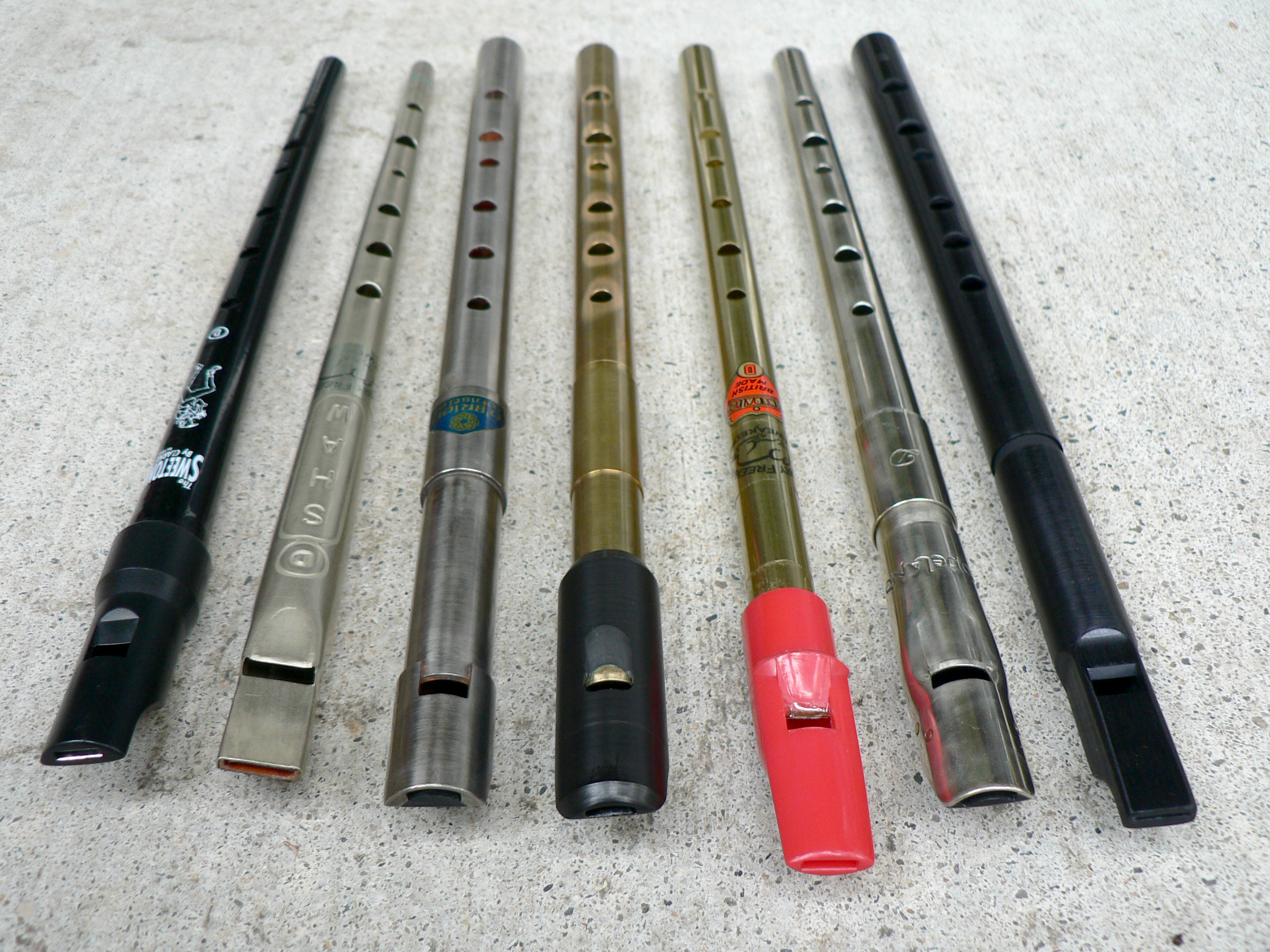
Tin Whistles

Die Tin Whistle, auch Penny Whistle oder Pocket Whistle, ist eine einfache Schnabelflöte mit sechs Fingerlöchern, die von den Britischen Inseln stammt, wo sie seit 1825 unter diesem Namen bekannt ist. Sie wird vor allem in der irischen Folkmusik und im südafrikanischen Kwela eingesetzt. Englisch whistle bedeutet „Pfeife“, also eine kurze, am Ende geschlossene Spaltflöte ohne Fingerlöcher, und tin, „Blech“, bezeichnet das Material des Flötenrohrs. Das Mundstück besteht heute meist aus Kunststoff. Die Tin Whistle hat einen hohen, hellen und klaren Klang, wobei die höchsten Töne je nach Fabrikat schrill klingen können. Sie entwickelte sich Ende des 18. bis Anfang des 19. Jahrhunderts aus dem (englischen) Flageolett (französisch flageolet). Traditionell ist die Tin Whistle in D gestimmt. Es gibt sie auch in vielen anderen Stimmungen.

## Formen und Modelle
Der Name Tin Whistle ist weitgehend irreführend, denn viele Tin Whistles bestehen aus einem Messingrohr und einem Kunststoffmundstück oder aus anderen Materialien. Bekannte Hersteller solcher Modelle sind Generation, Feadóg, Soodlum’s (heute Walton’s), Oak und Acorn. Daneben gibt es nach wie vor die klassischen Modelle von Clarke in konischer Bauweise aus gerolltem Weißblech (tin). Robert Clarke (1840–1882) aus Manchester war der erste industrielle Hersteller der Tin Whistle. Diese Clarke Whistles werden seit 1843 nahezu unverändert gebaut und stellen den Urtyp aller Tin Whistles dar. Sie haben ähnlich wie bei der Blockflöte einen hölzernen Block im Mundstück. Ansonsten besteht das Mundstück ganz aus Kunststoff. Heute gebräuchliche Flöten werden aus Messing, vernickeltem Messing, Neusilber oder Weißblech hergestellt, manche sind versilbert oder vergoldet. Auch Kunststoff (beispielsweise von Susato oder Tony Dixon) und Holz (z. B. Bleazey, Busman, Abell, McManus) werden verwendet, besonders letzteres ist oft ein Zeichen für hohe Qualität.

### Low whistles

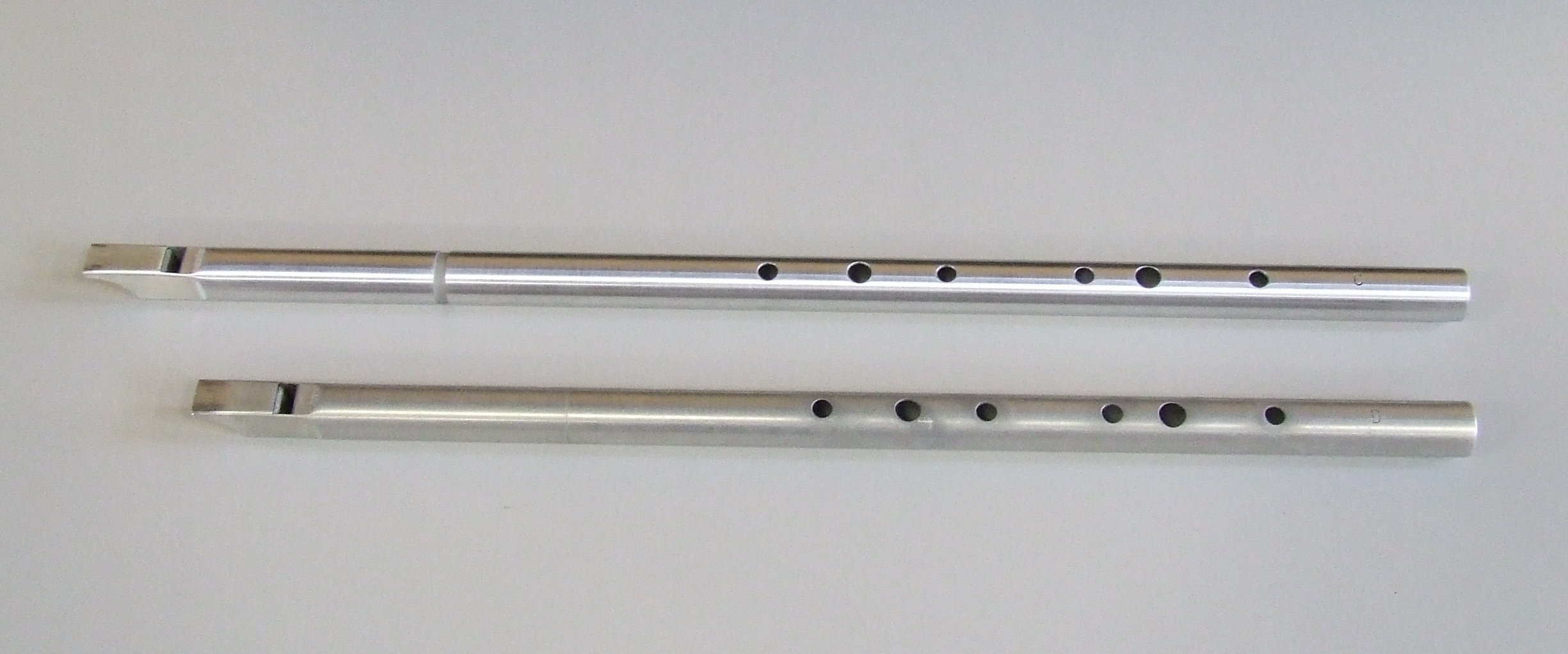
Low Whistles in C und D

Eine besondere Form der Tin Whistle ist die Low Whistle. Darunter versteht man eine besonders große und tief gestimmte Variante der traditionellen Tin Whistle. Die Low Whistle ist eine relativ junge Weiterentwicklung der Tin Whistle. Low Whistles werden gewöhnlich aus Metall – meist Aluminium – gefertigt, z. B. von Overton, Chieftain, TWZ und Alba. Ebenso sind aber auch teilweise oder vollständig aus Holz oder Kunststoff gefertigte Instrumente erhältlich.

## Spieltechnik
Die Tin Whistle wird mit den mittleren drei Fingern beider Hände gespielt. Dabei deckt die linke Hand die oberen Löcher ab, die rechte Hand die unteren. Sind alle Löcher geschlossen, erhält man die Tonika. Mit dem offenen untersten Loch ergibt sich die große Sekunde. Mit jedem weiteren geöffneten Loch ergibt sich das nächste Intervall.
Weil es (im Gegensatz zur Blockflöte) kein Daumenloch gibt, müssen oktavierte Lagen (ähnlich wie bei der Querflöte) durch Überblasen (overblowing) angespielt werden. Die Tin Whistle ist eigentlich ein diatonisches Instrument. Dennoch lassen sich auch leiterfremde Halbtonschritte erzeugen, indem das unterste bedeckte Tonloch nur halb geschlossen wird. Für manche dieser Zwischentöne existieren auch Gabelgriffe (cross fingering), die in der Regel einfacher zu spielen sind als halb abgedeckte Tonlöcher.
Der Standardtonumfang einer Tin Whistle beträgt zwei Oktaven. Je nach Instrument und Können sind aber auch bis zu zweieinhalb und mehr Oktaven möglich.
Eine Besonderheit beim irischen Whistlespiel ist, dass die Töne nur selten mit der Zunge angestoßen werden. Stattdessen benutzt der Spieler verschiedene Ornamente, um gleiche Töne voneinander zu trennen. Die wichtigsten Ornamente sind der Cut (ein höheres Griffloch wird sehr kurz geöffnet), der Strike (manchmal auch Pad oder Tap genannt; das nächsttiefere Griffloch wird sehr kurz geschlossen) und der Roll, wobei letzterer besonders typisch für die irische Musik ist. Hier wird, um beispielsweise drei G's voneinander zu trennen, sehr schnell die Tonfolge G-A-G-F#-G gegriffen, indem man einen Cut und einen Strike direkt nacheinander ausführt. Ornamentierte Noten besitzen keinen Zeitwert und werden in den Melodieverlauf eingebettet. Dies schnell und sicher auszuführen, erfordert einige Übung und zeichnet den guten Tin-Whistle-Spieler aus.
Die Grundlagen des Tin-Whistle-Spiels sind leicht zu erlernen. Deswegen galt sie lange Zeit als Kinderinstrument. Erst im Zuge des Irish-Folk-Revivals der 1960er Jahre setzte sie sich auch als Bühneninstrument im größeren Maßstab durch. Heute ist die Tin Whistle eines der beliebtesten Volksinstrumente in Irland. Sie wird vor allem in den Genres Irish Folk, Folk im Allgemeinen, Kwela sowie gelegentlich in der Musik der Mittelalterszene verwendet.